# 생명윤리학
생명윤리학(生命倫理學, Bioethics)은 생명에 관련된 윤리, 도덕의 문제를 다루는 철학이자 당위성을 갖는 윤리학이다. 1971년 이 말을 처음 사용한 미국의 의사 반 렌셀레어 포터(V. R. Potter)는 생명 윤리학을 “생물학 지식과 인간의 가치 체계에 대한 지식을 함께 엮는 새로운 학문”이라고 정의했다.
좁은 의미의 생명윤리학은 생물학과 의학 분야의 기술적 발전에 따라 기존의 도덕적 관념과 배치될 수 있는 생명 의료 윤리의 이슈를 다룬다. 그러나 광의의 생명윤리학은 인류가 공존해야 할 생명체들을 포함해 지구 환경의 지속가능성을 주제로 다룬다. 물, 공기,  숲 등의 자연환경은 생태계(ecosystem)를 위해 필수적이기 때문이다. 따라서 생명윤리학은 윤리학, 과학, 환경공학, 정치학, 법학, 철학, 의학 등을 광범위하게 포괄하는 분야이다.

## 생명의료윤리학
생명의료윤리학 또는 생명윤리학(Bioethics)은 생명(Bios)과 윤리학(Ethics)의 합성어로, 오늘날 생명과학의 발전과 더불어 생명을 어디까지 인위적으로 조작할 것인가, 개인의 생명존중 등이 문제시되고 있다. 과학기술과 인간가치의 관련을 생각하고 그 윤리를 묻는 분야이다. 유전자조작이나 세포융합 등 생명과학 혹은 생물공학(biotechnology)의 발전에 따라 종래의 생명관 만을 고집할 수 없게 되었고 따라서 근래에는 생명을 어디까지 인위적으로 조작할 것인가 등의 문제가 현실적인 문제로 자주 대두되고 있다.
생명윤리학은 생물학과 의학의 진보에 의해 야기된 새로운 상황과 가능성에서 대두되는 일반적으로 논란이 되고 있는 윤리적 이슈에 관한 학문이다. 그것은 또한 의료 정책과 관행과 관련된 도덕적인 판단력이기도 하다. 생명공학 기술은 생명 과학, 생명 공학, 의학, 법률, 법과 철학의 관계에 있어서 발생하는 윤리적 문제들에 대해 우려하고 있다. 그것은 또한 기본적인 치료와 다른 의학 분야에서 발생하는 일반적인 치료법의 더 일반적인 질문에 대한 연구도 포함하고 있다.

### 목적과 범위
생명 윤리학은 삶의 경계에 관한 광범위한 논의를 다루었는데, 그것은 종교적으로 문화적으로 거부할 수 있는 삶의 경계, 대리모, 할당된 건강 자원의 할당에 관한 것이다. 그들은 종종 그들 자신의 정확한 한계에 대해 동의하지 않는다. 그들은 그 분야가 그 자체에 관계되어야 하는지 그리고 생물학과 의학에 관련된 모든 질문들에 대한 윤리적 평가에 대해서 논쟁을 벌인다. 일부 의학자들은 윤리적인 평가나 기술 혁신의 도덕적인 면에 대해서만 윤리적인 평가를 내릴 것이며, 의학적 치료법의 적절한 때를 고려할 것이다. 다른 이들은 윤리적인 평가의 범위를 넓히고, 두려움을 느낄 수 있는 모든 행동의 도덕성을 해치는 도덕성의 도덕성을 포함시킬 것이다. 생명윤리학의 범위는 생명 공학, 유전자 요법, 생명 연장, 인간 유전 공학, 생명 공학 등 생명 공학의 범위를 넓혀 나갈 수 있다. 이러한 발달은 미래의 발달에 영향을 미칠 것이며 생명 윤리와 생명체의 기본적인 생물학적 과정과 같은 생명의 기본적인 생물학적 과정과 같은 생명을 다루는 새로운 원리들을 요구할 것이다.

## 지구환경과학

### 지구환경보고서
지구환경보고서(地球環境報告書)는 미국의 월드워치연구소가 1984년부터 매년 발행하는 지구에 관한 보고서이다. 세계 30개국의 언어로 출간되고 있는 권위 있는 보고서로 지구 각지의 환경 문제와 지속 가능한 사회 건설을 위한 유용한 자료들을 포함하고 있다.

### 지구환경서약
지구 환경 서약(地球環境誓約)는 유엔 환경 개발 회의를 앞두고 1992년 3월 9일에 발표되어, 지구 환경을 안전하게 보존하여 후손에게 물려줄 것을 다짐한다는 내용의 서약이다. 전문은 “인류의 생존과 발전을 가능케 하고 인간 생활에 필수적인 지구의 환경 자원이 사람들의 무분별한 행위로 인해 심각하게 파괴되고 있음을 깊이 인식하며, 나는 지구를 우리와 우리 후손들의 안전하고 평화로운 삶의 터전으로 만들기 위해 최선을 다할 것을 서약합니다.”와 같이 되어 있다.

## 이슈
인류에게 절대적인 혜택을 부여해온 지구환경이라는 거대한 생태계를 파괴하는 것을 저지하는 것은 생물다양성(Biodiversity)이라는 논리적으로 완벽한 주제임에도 불구하고 이러한 생물다양성 가치를 보장하기 위한 노력의 결실이 각국의 경제원리,정치원리하에서 미비하고 불충분하다는 점은  인류의 당면 과제가 된 생명의료윤리분야의 시금석이 될수있다는 점에서 매우 아타까운 현실을 시사하고 있다.

## 관련 주제
- 낙태
- 인간 복제
- 동물실험
- 유전자 변형 생물
- 유전학
- 의료 윤리
- 장기 기증
- 안락사